# Kala Siguida
Kala Siguida är ett departement i Mali.   Det ligger i regionen Ségou, i den sydvästra delen av landet, 280 km nordost om huvudstaden Bamako.